# STS-118
La STS-118 è una missione spaziale del Programma Space Shuttle, la 22° verso la Stazione spaziale internazionale e il volo di assemblaggio 13A.1, lanciata dal pad 39A del Kennedy Space Center l'8 agosto 2007. Prima dell'incidente nel 2003, questa avrebbe dovuto essere l'unica visita dello Space Shuttle Columbia alla Stazione spaziale internazionale (ISS). Questa missione segna il ritorno della navetta Endeavour nello spazio dal 2002 (STS-113) dopo una fase di manutenzione, restauro ed upgrade durata 2 anni.
A causa dei ritardi della missione STS-117, il lancio originariamente previsto per il 28 giugno 2007 è stato posticipato all'8 agosto. Inoltre, anche il cambio di equipaggio Williams-Anderson previsto per questa missione è stato anticipato alla STS-117. Il posto liberato da Anderson è stato assegnato all'astronauta della NASA Benjamin Alvin Drew, Jr. al suo primo volo. Lo Shuttle Endeavour è atterrato il 21 agosto 2007 alle 16:33 UTC.

## Equipaggio
| Ruolo                   | Equipaggio                                  | Equipaggio                                  |
| ----------------------- | ------------------------------------------- | ------------------------------------------- |
| Comandante              | Scott J. Kelly, NASA Secondo volo           | Scott J. Kelly, NASA Secondo volo           |
| Pilota                  | Charles O. Hobaugh, NASA Secondo volo       | Charles O. Hobaugh, NASA Secondo volo       |
| Specialista di missione | Dafydd (Dave) R. Williams, CSA Secondo volo | Dafydd (Dave) R. Williams, CSA Secondo volo |
| Specialista di missione | Barbara R. Morgan, NASA Primo volo          | Barbara R. Morgan, NASA Primo volo          |
| Specialista di missione | Richard A. Mastracchio, NASA Secondo volo   | Richard A. Mastracchio, NASA Secondo volo   |
| Specialista di missione | Tracy E. Caldwell, NASA Primo volo          | Tracy E. Caldwell, NASA Primo volo          |
| Specialista di missione | Benjamin Alvin Drew, Jr., NASA Primo volo   | Benjamin Alvin Drew, Jr., NASA Primo volo   |

## Prelancio
- Roll Over: 2 luglio 2007
- Roll Out: 10 luglio 2007

## Stemma
Lo stemma raffigura lo Shuttle Endeavour nella sua missione di assemblaggio della stazione spaziale, e simboleggia il perseguimento della conoscenza attraverso l'esplorazione spaziale. In alto, sopra al simbolo dell'Astronaut Office è presente il simbolo del segmento S-5 che è stato installato durante la missione. A sinistra la fiamma, che rappresenta la conoscenza, ricorda l'importanza dell'istruzione, in onore a tutti gli insegnanti e gli studenti del mondo. Le sette stelle bianche e la foglia rossa rappresentano i membri statunitensi e canadesi della missione.

## Statistiche della missione
- 150ª missione umana Americana nello spazio
- 119ª missione Shuttle
- 94ª missione dopo il disastro del Challenger
- 6ª missione dopo il disastro del Columbia
- 20ª missione dell'Endeavour
- 22ª missione di assemblaggio della ISS

## Missione

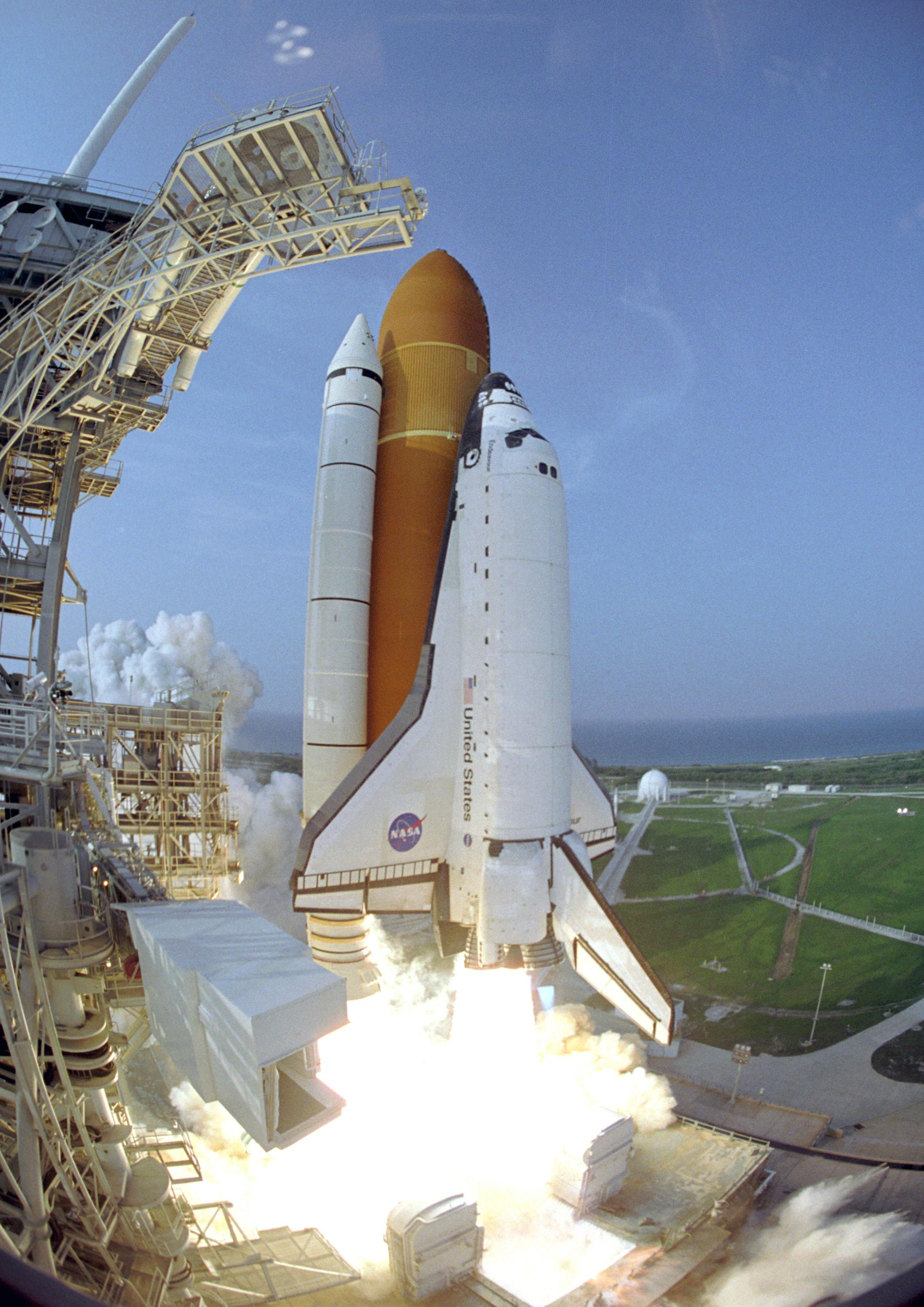
Il decollo dell'Endeavour l'8 agosto 2007

La missione era stata originalmente prevista per lo Shuttle Columbia, ma dopo il disastro la missione venne assegnata all'Endeavour, il quale è tornato a volare dopo un periodo pianificato di aggiornamento e manutenzione.
A seguito dell'aggiornamento, la missione STS-118 segna il debutto di un modulo di distribuzione di potenza aggiornato (Station-to-Shuttle Power Transfer System SSPTS) che permette all'Endeavour di utilizzare direttamente l'energia elettrica generata dalla ISS, convertendo più di 8 kW di energia con tensione di 120 V (usata nella stazione) in tensione di 28 V (usata dall'Orbiter). L'SSPTS è stato installato nella stazione durante la missione STS-116. Questi aggiornamenti permetteranno agli Orbiter di rimanere attraccati alla ISS per tre o quattro giorni in più.
Il 2 luglio l'Endeavour venne spostato dall'Orbiter Processing Facility verso il Vehicle Assembly Building e 8 giorni dopo venne infine portato al PAD 39A del Kennedy Space Center ad una velocità di circa (1,6 km/h) tramite il crawler-transporter. L'11 luglio alle 3:02 EDT lo Shuttle fu in posizione sul pad.
Il 3 agosto il comandante Kelly e l'equipaggio giunsero al Kennedy Space Center per i preparativi finali. Il conto alla rovescia fu avviato alle 20:00 EDT del 5 agosto per il lancio, previsto per le 18:36 EDT del giorno 8. La missione include lo specialista di missione Barbara Morgan, il primo insegnante a ricoprire questo ruolo. Morgan si addestrò come sostituta di Christa McAuliffe, la precedente insegnante candidata per una missione Shuttle nell'ambito del programma NASA Teacher in space. McAuliffle perse la vita nell'incidente del Challenger il 28 gennaio 1986. Mentre entrambe erano inizialmente classificate come semplici partecipanti alla missione, dopo la cancellazione del programma, Morgan continuò a lavorare con il reparto educativo della NASA fino a quando venne selezionata come specialista di missione nel 1998. Morgan completò i due anni di addestramento e iniziò i suoi nuovi compiti ufficialmente nel 2000.

## Cronologia

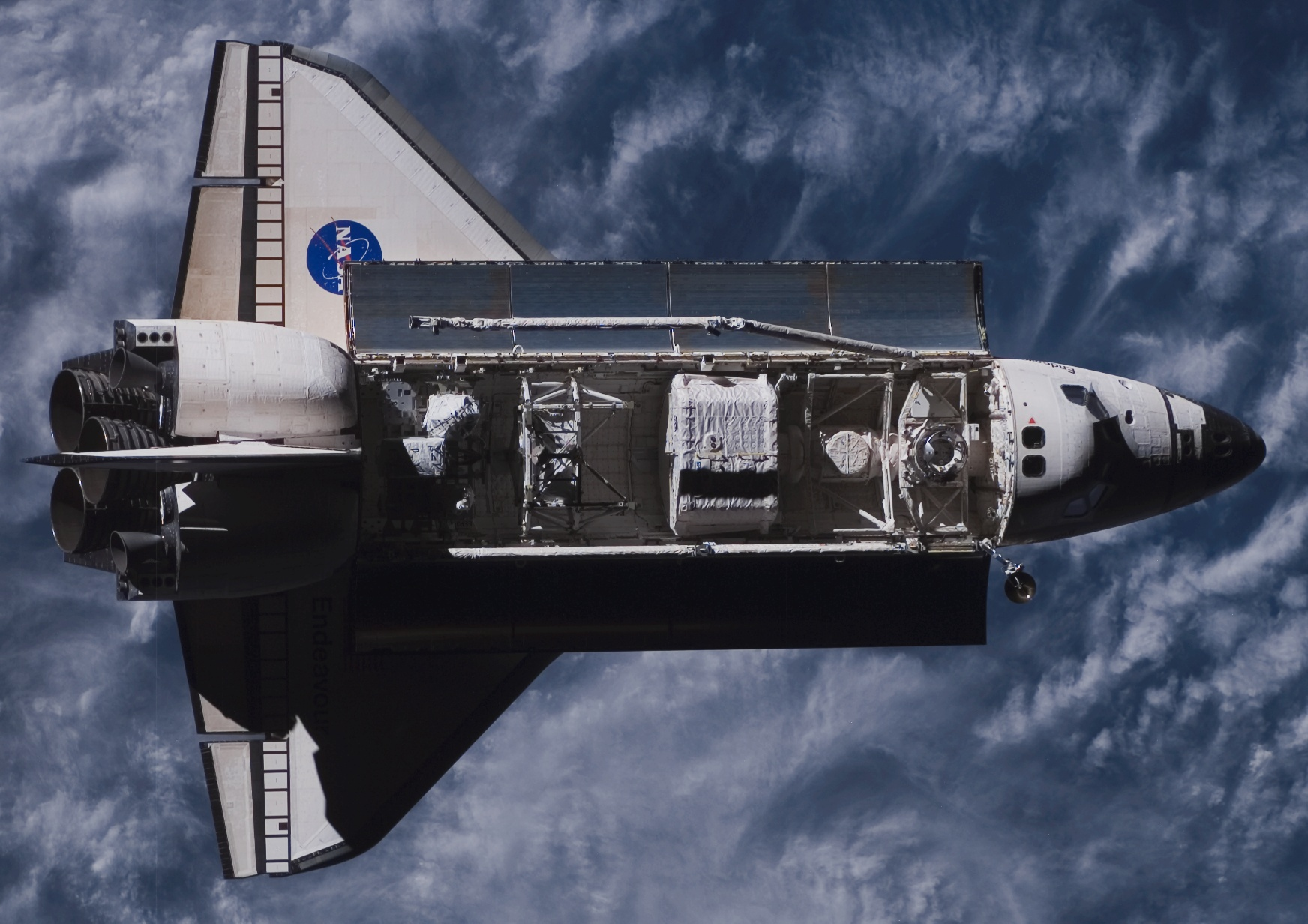
L'Endeavour in orbita

### Mercoledì 8 agosto (1º giorno, lancio)
Le operazioni di rifornimento del serbatoio esterno sono state effettuate dalle 8:11 EDT alle 11:00 EDT. Il lancio è avvenuto alle 18:36:42 EDT (22:36:42 UTC) senza alcun intoppo. I Solid Rocket Boosters si sono separati alle 18:39 EDT (22:39 UTC) e il motore principale è stato spento alle 18:45:30 EDT (22:45:30 UTC), seguito dalla separazione del serbatoio esterno alle 18:45:45 EDT (22:45:45 UTC). In base alle procedure post-lancio, l'equipaggio ha aperto il portello della stiva di carico e attivato il Remote Manipulator System, oltre alle altre attività standard prima di entrare nel periodo di riposo che è iniziato alle 00:36 EDT (04:36 UTC).

### Giovedì 9 agosto (2º giorno)
L'equipaggio ha trascorso tutto il giorno ad ispezionare la superficie esterna e lo scudo termico. Durante il briefing dedicato allo status della missione, Il Program Manager John Shannon ha annunciato che durante il lancio circa nove frammenti di schiuma sono stati osservati mentre si staccavano dal serbatoio esterno. Tre di essi hanno colpito lo Shuttle anche se vengono considerati impatti minori.

### Venerdì 10 agosto (3º giorno)

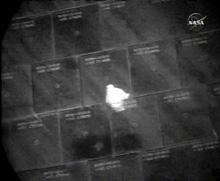
Immagine preliminare del danno alle mattonelle protettive

Un'ora prima dell'attracco l'Endeavour ha effettuato la Rendezvous pitch maneuver, in modo che l'equipaggio della stazione potesse riprendere immagini dello scudo termico dell'Orbiter, che sono state analizzate dall'Image Analysis Team assieme al Mission Management Team per determinare la sicurezza del sistema di protezione termico. Lo Shuttle si è agganciato con successo alla Stazione Spaziale Internazionale alle 18:02 UTC e alle 20:04 UTC è stato aperto il portello e l'equipaggio della Expedition 15 ha accolto gli astronauti della missione STS-118 a bordo della stazione.
Dopo un primo controllo delle foto riprese dalla stazione è stata trovata un'area di interesse dietro al portello del carrello di atterraggio di destra.
La piastrella di rivestimento direttamente a poppa del portello presenta un foro di 8,9 cm per 5,1 cm, ma non è stato bucato lo strato rinforzato sottostante. NASA ha affermato nella conferenza stampa che il video ripreso durante il lancio ha confermato l'urto. L'area è meno critica di quella relativa alle mattonelle rinforzate carbonio-carbonio presenti nel bordo anteriore che furono danneggiate nel disastro del Columbia. Il centro controllo missione comunque ha programmato una ispezione accurata prevista per il 12 agosto, che avrebbe determinato se gli astronauti dovranno tentare di effettuare riparazione con una passeggiata spaziale.
L'equipaggio ha attivato lo Station-to-Shuttle Power Transfer System dopo l'attracco, che trasferisce l'energia elettrica dalla stazione spaziale allo Shuttle. In questo modo lo Shuttle può conservare le sue risorse di energia. L'eventuale estensione della missione STS-118 da 11 a 14 giorni dipenderà dal funzionamento dell'SSPTS.

### Sabato 11 agosto (4º giorno)

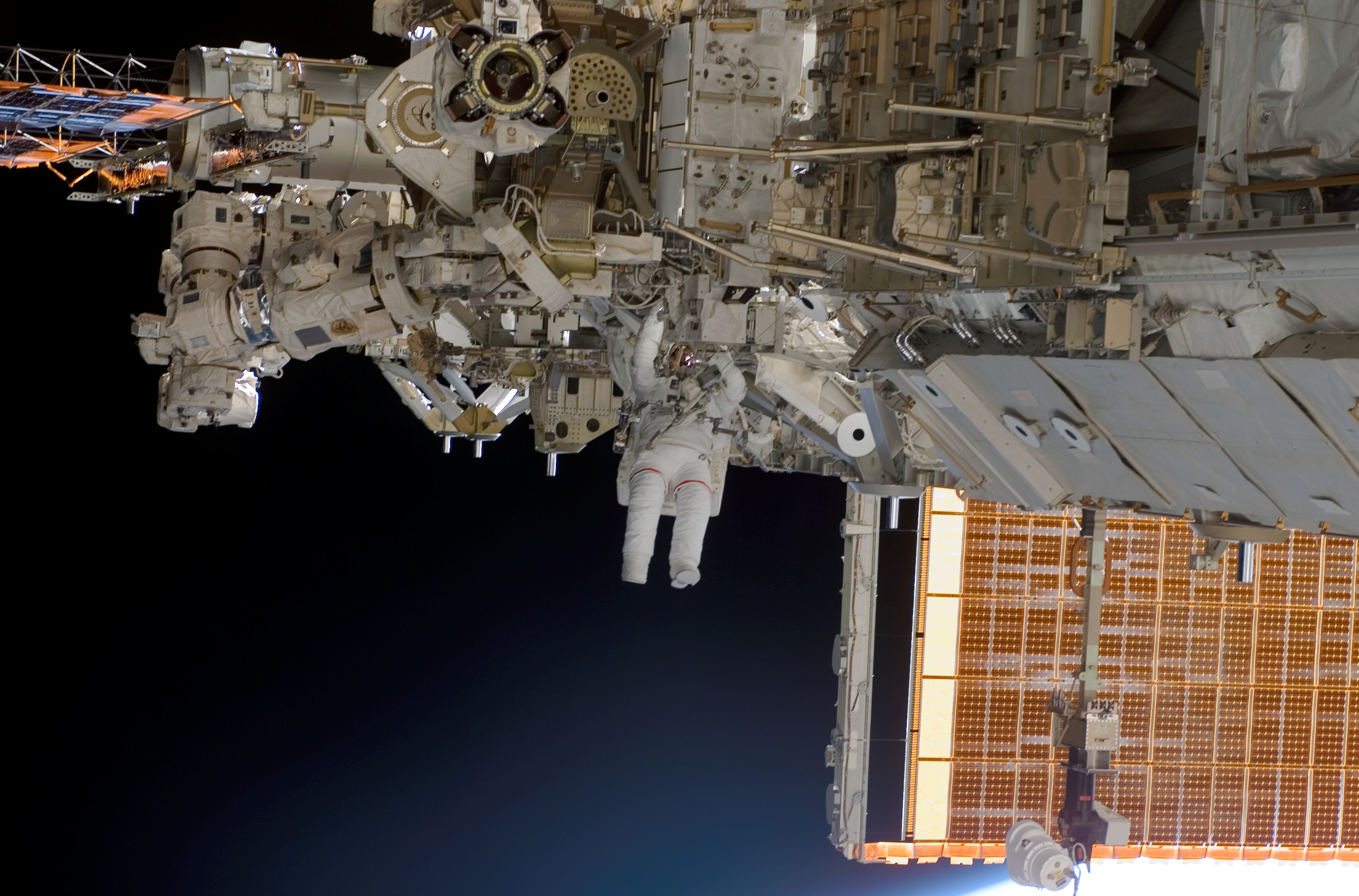
L'astronauta Rick Mastracchio lavora all'esterno della ISS durante la prima passeggiata spaziale l'11 agosto

Alle 21:45 UTC Rick Mastracchio e Dave Williams hanno iniziato la prima passeggiata spaziale della missione, installando il segmento S5 della stazione, che ha aumentato il proprio peso fino a 232 693 kg. Le operazioni sono state compiute con successo in 6 ore e 17 minuti.
Durante la conferenza sullo status della missione, il direttore di volo della ISS Joel Montalbano ha riferito che il sistema SSPTS sta funzionando correttamente e ha raccomandato al Mission Management Team di estendere la missione a 14 giorni.
John Shannon ha riferito che dopo ulteriori analisi, un pezzo di schiuma si è staccato dal serbatoio esterno nella zona della linea di alimentazione, è rimbalzato su un supporto e ha colpito la superficie inferiore dell'orbiter. John ha affermato che dopo l'analisi delle fotografie riprese nel terzo giorno di missione, non sembra che il danno percorra tutta la mattonella, ma per il quinto giorno è ancora pianificata una ispezione accurata e non verrà presa alcuna decisione fino a quando non si avranno a disposizione ulteriori informazioni. Durante l'ispezione saranno controllate cinque aree specifiche e i dati aiuteranno a decidere quali eventuali azioni intraprendere.
Complessivamente, John Shannon ha classificato la perdita di schiuma come una "preoccupazione", ma solo a causa della particolare storia che quella specifica area possiede in relazione alle perdite di schiuma che sono avvenute in passato e ha annunciato che le analisi saranno completate al più per martedì. Il possibile gap filler sporgente che è stato notato nel terzo giorno di missione è stato studiato ulteriormente e non pone problemi per il rientro.

### Domenica 12 agosto (5º giorno)

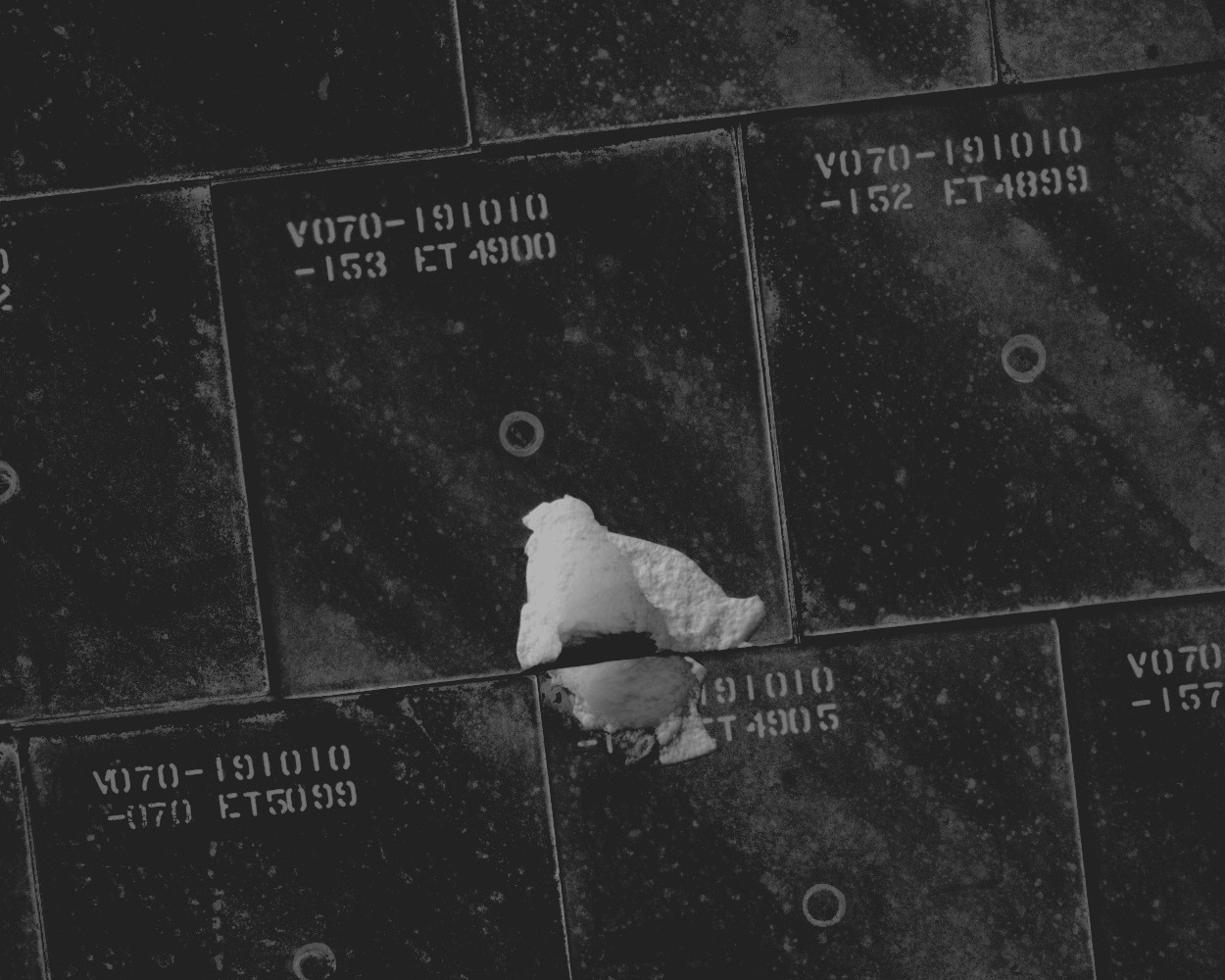
Immagine ad alta risoluzione delle mattonelle protettive riprese durante l'ispezione del giorno cinque

L'equipaggio ha effettuato l'ispezione senza problemi, e alle 20:56 gli equipaggi affermarono che l'SSPTS sta funzionando come previsto. Per questo la missione è stata ufficialmente estesa a 14 giorni. Il comandante Scott Kelly ha risposto "È una bella notizia, grazie".
Nel briefing giornaliero il direttore di volo Matt Abbott ha annunciato ufficialmente l'estensione della missione per il buon funzionamento dell'SSPTS. È inoltre stata aggiunta una quarta passeggiata spaziale. L'SSPTS si sta rivelando uno strumento molto valido che permette non solo di allungare le missioni, ma anche di fornire alla stazione ulteriori rifornimenti di ossigeno, acqua e altre risorse.
È stato confermato che sono stati ottenuti buoni dati e immagini, classificando le aree di interesse come non preoccupanti. La NASA ha utilizzato i dati raccolti per modellare l'area ed effettuare analisi termiche e riprodurre il danno con mattonelle campione al Johnson Space Center.
Dopo questa missione verranno effettuate accurate analisi dei precedenti eventi di perdita di schiuma dal serbatoio esterno dalla missione STS-114. Dopo le analisi e i test verrà deciso quali azioni intraprendere.

### Lunedì 13 agosto (6º giorno)
Rick Mastracchio e Dave Williams hanno completato la seconda passeggiata spaziale della missione, completando con successo tutte le operazioni pianificate. Durante la passeggiata hanno rimosso un nuovo giroscopio dalla stiva di carico dell'Endeavour e lo hanno spostato sul segmento Z1, dove lo hanno installato al posto di uno danneggiato, che è stato invece portato nella Stowage Platform esterna, dove rimarrà fino a quando sarà riportato sulla Terra con la missione STS-122. Dopo i primi test a terra, la NASA ha affermato che il giroscopio funziona correttamente.
Durante l'attività extraveicolare Mastracchio ha ricevuto un allarme dalla sua tuta spaziale che indicava degli alti livelli di CO2 ma il controllo missione, dopo aver controllato tutti gli indicatori e i sensori, ha affermato che si è trattato di un problema di strumentazione. La tuta non verrà utilizzata per le passeggiate spaziali future, anche se il problema non presenta alcun elemento allarmante.
John Shannon ha osservato che dopo le simulazioni si pensa che la maggioranza del calore sarà nella parte posteriore del foto, ovvero nella condizione maggiormente preferibile. Si tratta di una forma aerodinamica complessa e Shannon ha ribadito che si vuole essere sicuri che il flusso si concentrerà nella parte posteriore. Gli ingegneri e gli analisti stanno continuando ad effettuare modellazioni del flusso portando i dati all'arc jet testing facility per ulteriori analisi. I primi test saranno effettuati nella notte.
Shannon ha affermato che, nel caso sia necessario effettuare una riparazione, essa potrà essere svolta dall'equipaggio senza intoppi sulla cronologia prevista della missione, ribadendo ancora una volta che non si tratta di un danno catastrofico, ma è semplicemente una situazione che è preferibile sia riparata il prima possibile, analogamente al problema avvenuto nella missione precedente STS-117.
Esistono attualmente tre diverse tecniche di riparazione, sperimentate dopo il ritorno al volo degli Shuttle. L'equipaggio è stato addestrato per metterle in pratica.

### Martedì 14 agosto (7º giorno)

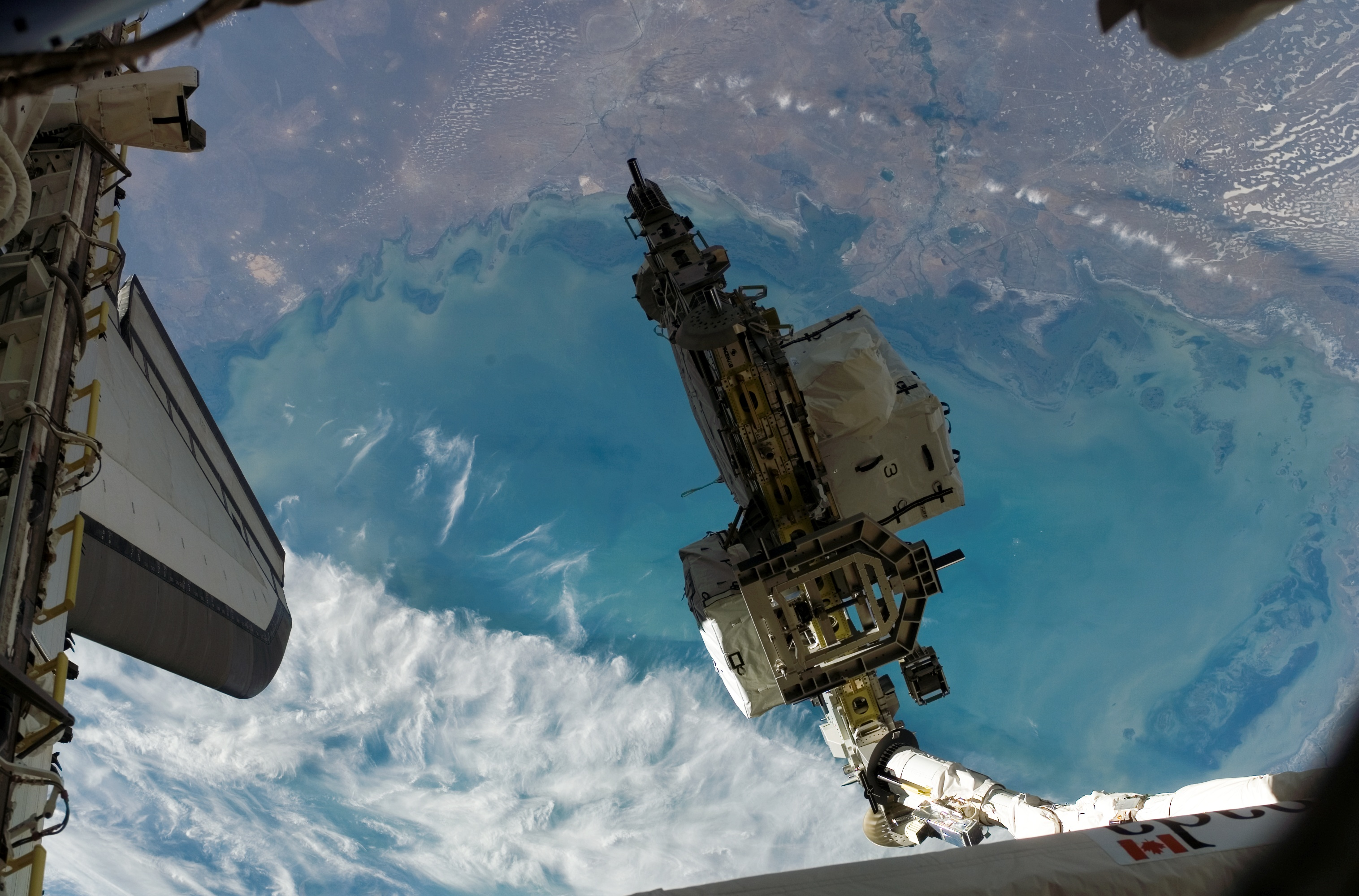
Con la Terra sullo sfondo, il braccio robotico dellEndeavour muove lExternal Stowage Platform (ESP-3)

I due equipaggi hanno rimosso con successo la External Stowage Platform dalla stiva di carico dell'Endeavour, che è stata in seguito installata nel segmento P3. Inoltre sono continuate le attività di trasferimento.
Durante una intervista con la CBS, il comandante Kelly ha affermato di non essere preoccupato sul danno alla mattonella, e che sarà tranquillo con qualunque decisione la NASA vorrà prendere: "comprendo che questo danno non è un problema per la sicurezza dell'equipaggio... non sono preoccupato della nostra sicurezza."
Le altre attività svolte comprendono l'installazione di un nuovo computer russo sulla stazione. Il Program Manager della ISS ha confermato il buon andamento degli esperimenti scientifici.
Shannon ha riferito che i sistemi dell'orbiter sono in forma perfetta, e non presentano problemi. Inoltre sono state completate le prime analisi termiche del danno. I test di fluidodinamica computazionale sono stati completati nel centro di ricerca Ames e i primi risultati sono "cautamente ottimistici".

### Mercoledì 15 agosto (8º giorno)

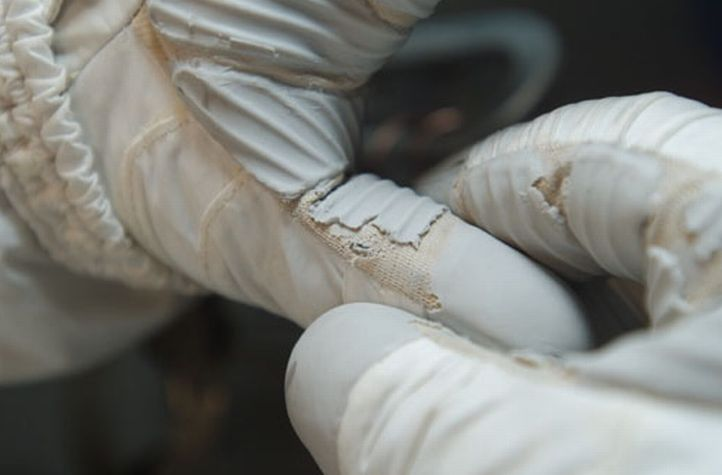
Il guanto danneggiato di Mastracchio

Rick Mastracchio e Dave Williams hanno iniziato la terza passeggiata spaziale alle 14:37 UTC. Durante una ispezione di routine dei guanti Mastracchio ha notato un possibile squarcio sul pollice del suo guanto sinistro. Per sicurezza, è stato deciso di porre termine alle attività alle 20:05. Tranne un compito previsto, tutte le attività sono state completate con successo.
Joel Montalbano ha riferito che il problema con la tuta di Mastracchio non ha mai costituito un pericolo per l'integrità e la decisione di accorciare l'attività extraveicolare è stata presa solo per precauzione. Verranno effettuate nuove analisi prima della quarta passeggiata spaziale.
L'ufficiale Paul Boehm ha confermato il buon esito della passeggiata, che ha permesso di completare i maggiori obiettivi e ha ribadito che in nessun momento c'è stato un pericolo di perdita nella tuta di Mastracchio.
Steve Doering ha riportato alcuni dettagli sul danno al guanto. La procedura di ispezione delle attività extraveicolari è stata implementata a seguito della missione STS-116, quando venne trova un taglio nel guanto di Robert Curbeam dopo la sua passeggiata spaziale. La tuta è costituita da cinque strati di materiale e il secondo strato chiamato vectran è costituito da un materiale ad alta resistenza al taglio. Il taglio relativo alla tuta di Mastracchio è situato in questo strato di vectran. Prima della successiva passeggiata, si procederà all'analisi video per capire dove è avvenuto il taglio.
Shannon ha riferito che non è stata effettuata alcuna decisione riguardo al danno alle mattonelle nella parte inferiore dell'orbiter, ma la quarta passeggiata è stata rimandata almeno fino a domenica. I team della NASA stanno continuando ad analizzare i rischi potenziali correlati alle eventuali operazioni di riparazioni e Shannon ha affermato che i primi risultati al jet arc testing facility hanno evidenziato dell'erosione nella parte posteriore della mattonella adiacente, ma l'erosione non interesserebbe l'intero strato della mattonella. I primi risultati sono quindi incoraggianti, ma saranno effettuati vari test e la decisione finale verrà presa giovedì. Shannon si è dichiarato "cautamente ottimista che le riparazioni non saranno necessarie".

### Giovedì 16 agosto (9º giorno)

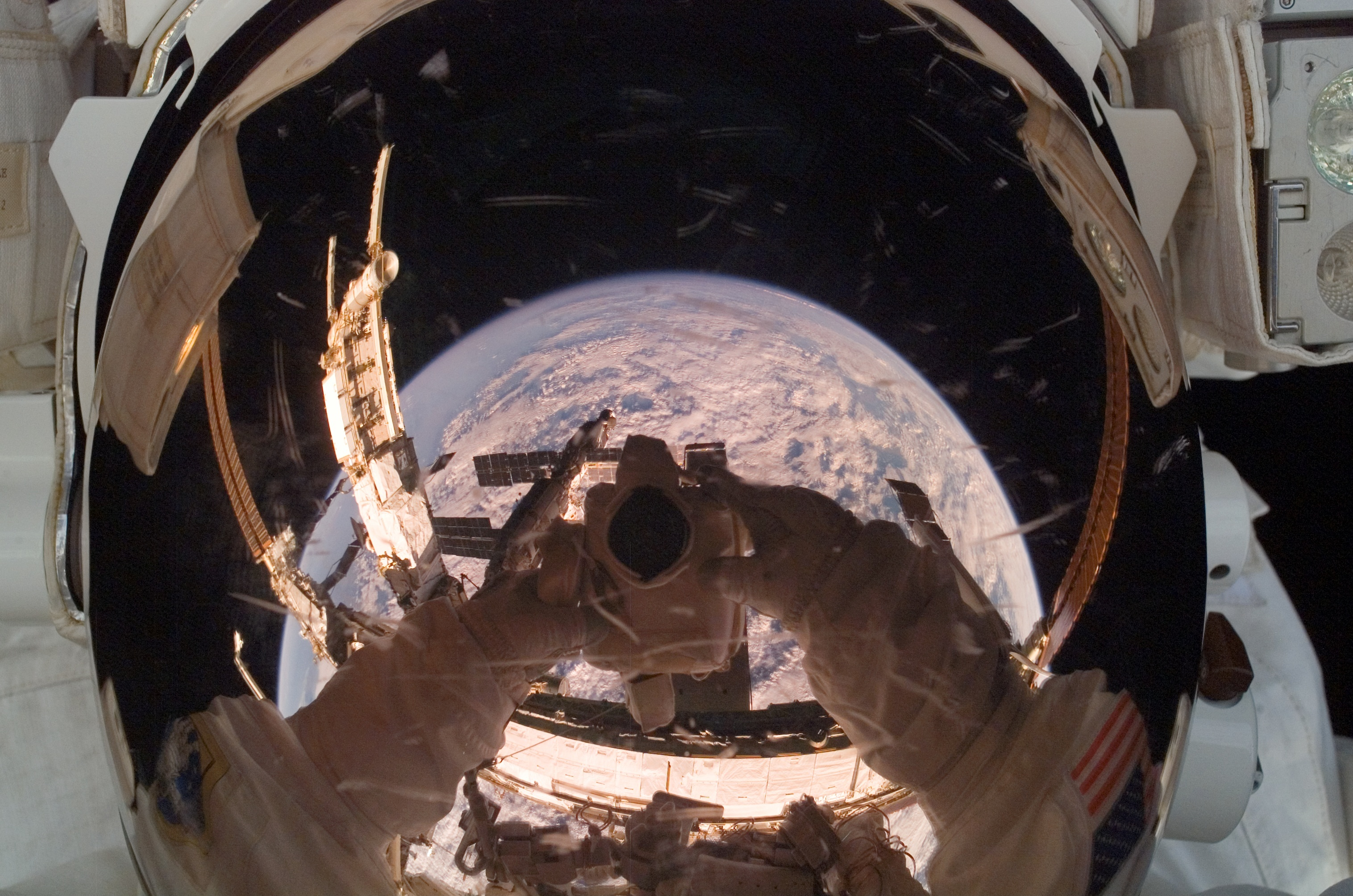
L'astronauta Clayton Anderson, ingegnere di volo dell'Expedition 15, utilizza una camera digitale per riprendere un'immagine del visore del suo casco durante la terza passeggiata spaziale

Gli equipaggi della stazione e dello Shuttle hanno continuato le operazioni di trasferimento assieme alle preparazioni per l'attività extraveicolare, che includono un piano per l'eventuale riparazione dello scudo termico, nel caso sia necessario.
Gli specialisti di missione Barbara Morgan e Alvin Drew hanno partecipato al meeting con gli studenti del Challenger Center for Space Science Education, condotto dalla Dott. June Scobee Roger, moglie del comandante del Challeger Dick Scoobe e presidente del centro.
Alle 01:00 UTC il centro di controllo hanno notificato al comandante Kelly che è stato deciso di non riparare la mattonella danneggiata, poiché il danno non pone rischi per la sicurezza dell'equipaggio. La passeggiata spaziale richiesta per le riparazioni invece avrebbe presentato diversi rischi. I test, che hanno simulato il peggior danno possibile (il cosiddetto worst case) hanno infatti dimostrato che la mattonella non si sarebbe danneggiata a livello tale da richiedere una riparazione.
Shannon ha riferito che è stato scoperto un impatto da micro-meteorite nel finestrino del comandante sull'Orbiter. Questo tipo di danno è simile a quello che si è verificato in precedenti missioni.

### Venerdì 17 agosto (10º giorno)
Gli equipaggi hanno trascorso un venerdì relativamente tranquillo, continuando le operazioni di trasferimento e riparando un sistema di comunicazione tra lo Shuttle e la stazione. Quando i giornalisti, durante una conferenza stampa, hanno chiesto all'equipaggio se era d'accordo con la decisione della NASA di non riparare la mattonella, il comandante Kelly ha risposto che "Siamo assolutamente d'accordo al 100 percento con la decisione di non riparare il danno"
Kirk Shireman, ISS Program Manager, ha riferito che il sistema S-band riposizionato durante la terza passeggiata sta funzionando bene e che il SSPTS sta fornendo abbastanza ossigeno per riempire completamente tutte le riserve della stazione. Shireman ha aggiunto che le operazioni di trasferimento sono state completate al 75%.
Le analisi del video relativo alla terza passeggiata, effettuate per individuare la causa del danno al guanto, non hanno fornito prove di eventuali bordi affilati. È stato anche analizzato il processo di fabbricazione del guanto ma non ha rilevato problemi. Sono state individuate le parti di percorso in comune tra la terza passeggiata e la quarta e notificate all'equipaggio per identificare i punti dove effettuare ulteriori ispezioni ai guanti.

### Sabato 18 agosto (11º giorno)

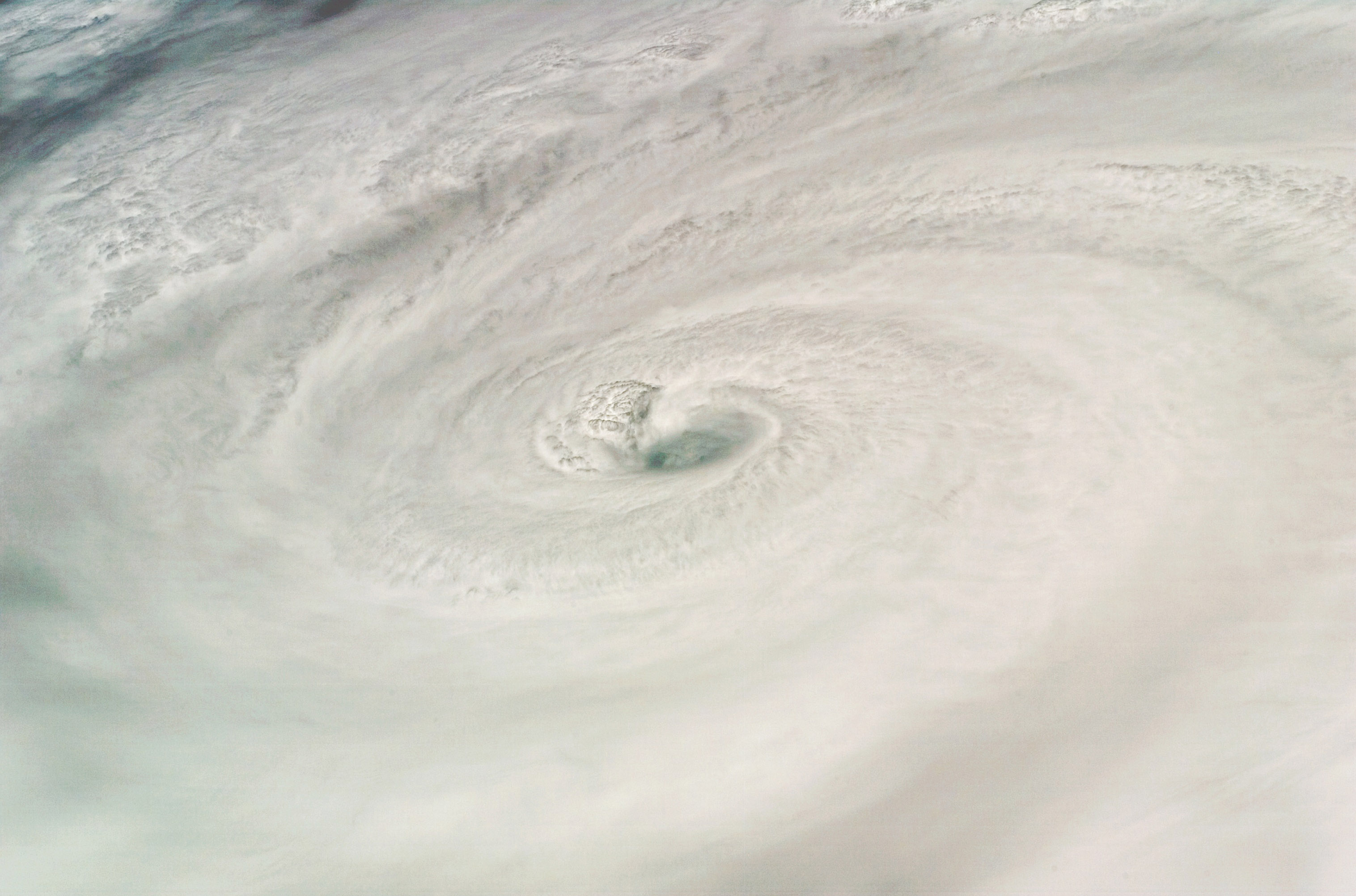
Immagine dell'uragano Dean ripresa durante la quarta passeggiata

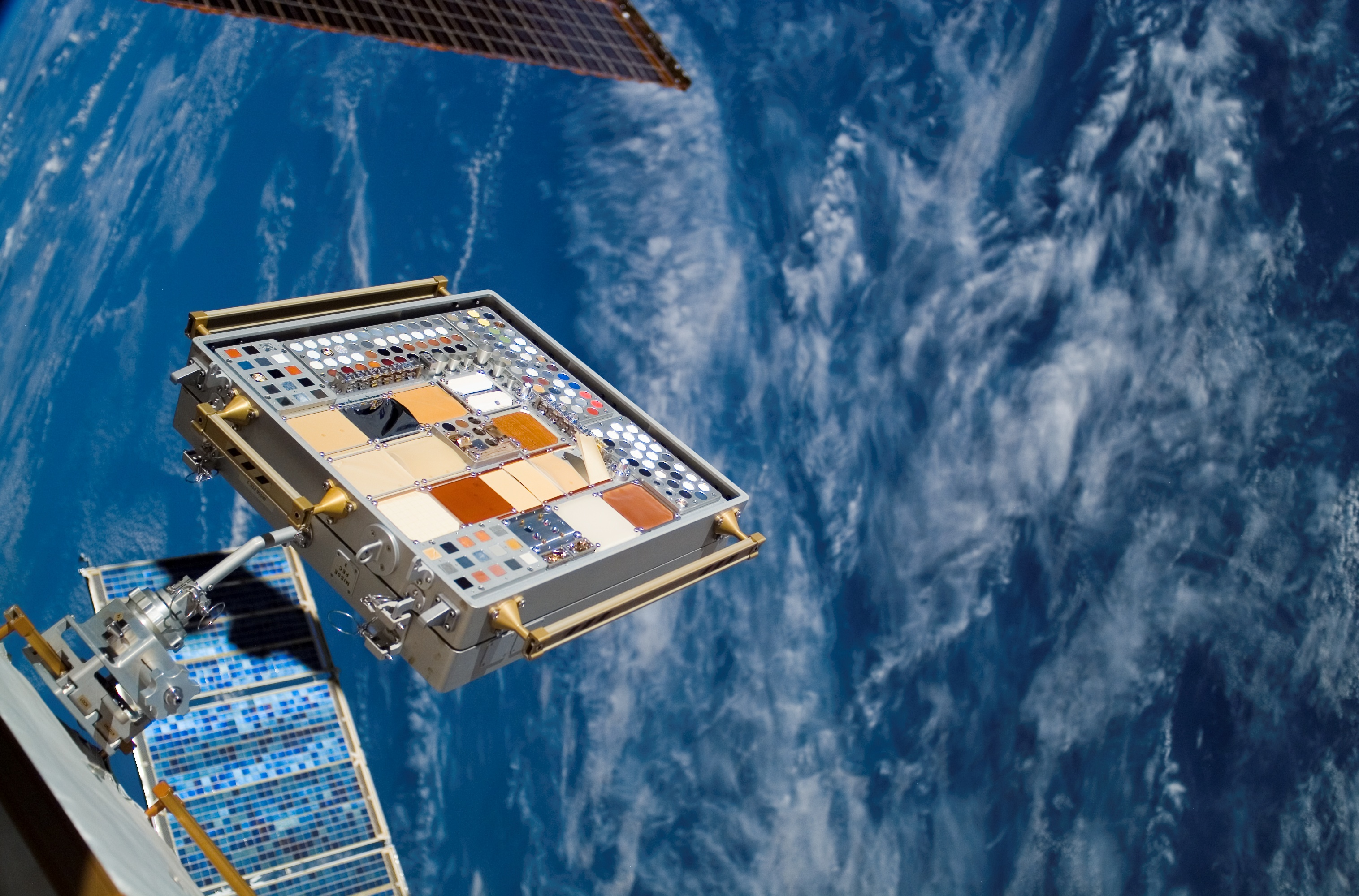
Esperimento MISSE che è stato recuperato

I responsabili NASA hanno deciso di accorciare la quarta passeggiata spaziale come precauzione a causa dell'uragano Dean, che sta continuando il suo percorso nel Golfo del Messico. L'attività extraveicolare è durata cinque ore e 2 minuti, con un totale di 23 ore e 15 minuti per questa missione. Sono stati raggiunti i tre obiettivi principali e un compito che era stato tralasciato. Le operazioni di trasferimento sono state concluse in anticipo ed entrambi gli equipaggi si sono impegnati per trasferire tutto sull'Endeavour dopo la passeggiata.
Durante l'ultimo briefing sullo status della missione, LeRoy Cain, Launch Integration manager ha riferito che il Mission Management team ha deciso di prendere delle precauzioni aggiuntive a causa della tempesta e la missione potrebbe essere accorciata di un giorno. La chiusura del portello tra stazione e shuttle verrà effettuato sabato notte invece di domenica. Lo sgancio avverrà alle 11:57 UTC di domenica, con la prima opportunità di atterraggio al Kennedy Space Center martedì 21 agosto.
Alle 19:46 è stata effettuata una breve cerimonia di commiato, seguita dalla chiusura del portello alle 20:10 UTC. L'atterraggio di martedì, se effettuato, sarà alle 16:30 UTC.

### Domenica 19 agosto (12º giorno)
L'Endeavour ha effettuato regolarmente lo sgancio dalla stazione alle 11:56 UTC. Sabato la NASA ha deciso che il fly-around, normalmente effettuato durante ogni missione, non è necessario.
Dopo lo sgancio, l'Endeavour si è allontanato dalla stazione e ha spiegato il braccio robotico per l'ultima ispezione delle mattonelle rinforzate carbonio-carbonio del naso e i bordi anteriori delle ali.

### Lunedì 20 agosto (13º giorno)
L'equipaggio dello Shuttle, con l'Endeavour a circa 68 miglia (109 km) dietro la stazione spaziale, ha effettuato una serie di verifiche e test, configurato lo Spacehab ed effettuato le ultime operazioni di stivaggio in preparazione del rientro. Kelly e Hobaugh hanno lavorato con il simulatore di bordo per l'atterraggio. Kelly, Williams e Morgan hanno parlato con degli studenti di una scuola canadese.
Durante il briefing sullo status della missione, il direttore di volo Steve Stich ha annunciato le previsioni di tempo favorevole per l'atterraggio di martedì al Shuttle Landing Facility. Esiste anche una seconda opportunità di rientro con una accensione per l'uscita dall'orbita alle 17:00 UTC e atterraggio 18:16 UTC. in quest'ultimo caso lo Shuttle si troverebbe a volare direttamente sopra l'uragano, ma ad una altezza tale da non risentire dei suoi effetti. Come sito di atterraggio secondario è stata scelta la Edwards Air Force Base, con due opportunità di atterraggio martedì. I piani prevedono prima i due tentativi al Shuttle Landing Facility del Kennedy Space Center e solo nel caso di problemi la NASA potrebbe decidere di attendere un giorno e ritentare l'atterraggio mercoledì 22 agosto al Kennedy. Solo nel caso anche questo non sia possibile a causa delle condizioni meteorologiche, si tenterebbe alla base Edwards.

### Martedì 21 agosto (14º giorno, atterraggio)

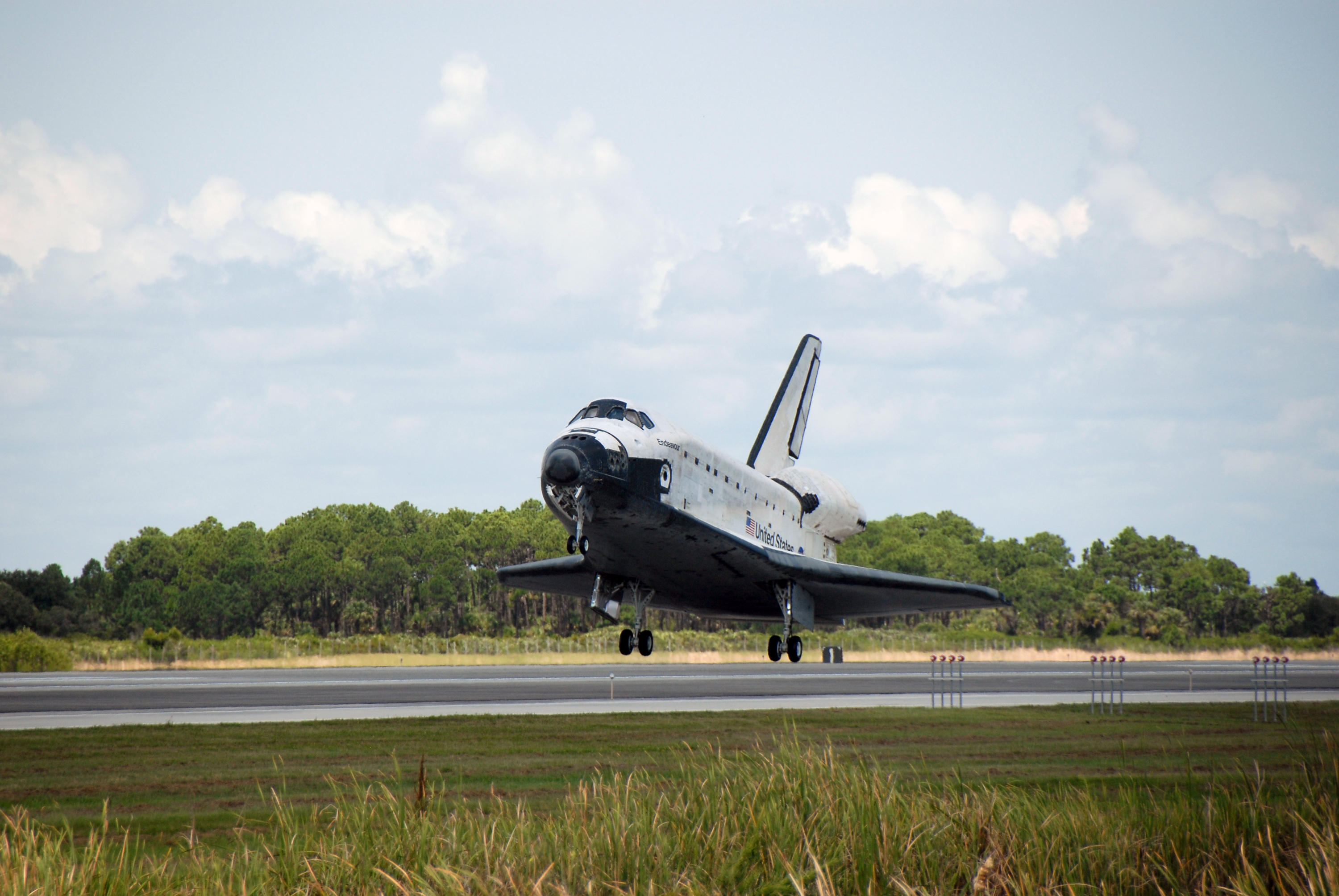
L'Endeavour in atterraggio al Kennedy Space Center

L'equipaggio è tornato al lavoro subito dopo il risveglio, completando la preparazione del modulo Spacehab e iniziando i preparativi per l'uscita dall'orbita. Dopo aver chiuso la stiva di carico e impostati i computer di bordo in modalità di atterraggio sono state indossate le tute per il rientro. Alle 14:30 UTC l'equipaggio ha ricevuto il "via" per le operazioni di caricamento dei fluidi, necessarie per assistere gli astronauti nell'adattamento alla gravità e prevenire l'ipotensione dopo l'atterraggio. Alle 12:30 UTC il gruppo meteorologico ha riferito al direttore di volo Steve Stich che le condizioni erano buone, con qualche pioggia sparsa che si muoveva oltre la zona di atterraggio e venti che non presentavano problemi. Alle 15:08 UTC l'equipaggio ha ricevuto il "via" per l'accensione e alle 15:20 UTC si sono accesi i generatori ausiliari (auxiliary power unit). L'accensione dei propulsori, durata 4 minuti, è stata completata alle 15:28 UTC, rallentando l'Endeavour e inserendo l'orbiter nella configurazione di atterraggio.
Alle 16:20 UTC lo Shuttle ha superato la zona dove è presente il primo picco di calore e non sono stati riportati problemi. L'acquisizione radar dell'Endeavour è avvenuta alle 16:19 UTC. Lo shuttle ha toccato la pista alle 16:32:20 UTC e si è fermato completamente alle 16:33:20 UTC. Il Capsule Communicator (CAPCOM) Christopher Ferguson ha comunicato all'equipaggio "Congratulazioni, avete dato un nuovo significato al termine 'istruzione superiore'".
Le prime ispezioni dopo l'atterraggio hanno mostrato solo dei piccoli danni alle mattonelle termiche che erano state colpite durante il lancio.

### Attività extraveicolari
|       | Astronauta                           | Inizio               | Fine      | Durata           | Missione |
| ----- | ------------------------------------ | -------------------- | --------- | ---------------- | --- |
| EVA 1 | Richard Mastracchio Dave Williams    | 11 agosto, 16:28 UTC | 22:45 UTC | 6 ore 17 minuti  | Installazione segmento S5 |
| EVA2  | Richard Mastracchio Dave Williams    | 13 agosto, 15:32 UTC | 22:00 UTC | 6 ore 28 minuti  | Rimozione del giroscopio difettoso e installazione nuovo giroscopio                                                            |
| EVA3  | Richard Mastracchio Clayton Anderson | 15 agosto, 14:37 UTC | 20:05 UTC | 5 ore 28 minuti  | Trasferimento SASA, CETA, recupero Trasponder P6. Recupero MISSE non effettuato.                                               |
| EVA4  | Dave Williams Clayton Anderson       | 18 agosto, 14:17 UTC | 19:19 UTC | 5 ore, 02 minuti | Installazione OBSS Boom Stand; recupero MISSE; Installazione antenna EWIS; Assicurazione dei blocchi cardanici del segmento Z1 |

## Risveglio
Come tradizione per tutti i voli NASA a partire dal Programma Gemini, per ogni giorno di missione, l'equipaggio della STS-118 ascolta un particolare brano musicale scelto da un astronauta, che per lui ha un particolare significato.
- Giorno 2: "Where My Heart Will Take Me" - Russell Watson: suonato per lo specialista di missione Rick Mastracchio (colonna sonora di Star Trek: Enterprise). WAV Archiviato il 28 settembre 2007 in Internet Archive. MP3 Archiviato il 25 ottobre 2007 in Internet Archive.
- Giorno 3: "Mr. Blue Sky" - Electric Light Orchestra: per il comandante Commander Scott Kelly. WAV Archiviato il 28 settembre 2007 in Internet Archive. MP3 Archiviato il 28 settembre 2007 in Internet Archive.
- Giorno 4: "Gravity" di John Mayer: per il pilota Charles O. Hobaugh. WAV Archiviato il 28 settembre 2007 in Internet Archive. MP3 Archiviato il 25 ottobre 2007 in Internet Archive.
- Giorno 5: "Up!" di Shania Twain: per lo specialista di missione Dave Williams. WAV Archiviato il 28 settembre 2007 in Internet Archive. MP3 Archiviato il 28 settembre 2007 in Internet Archive.
- Giorno 6: "Outa-Space" di Billy Preston: per lo specialista di missione Alvin Drew. WAV Archiviato il 28 settembre 2007 in Internet Archive. MP3 Archiviato il 28 settembre 2007 in Internet Archive.
- Giorno 7: "Happy Birthday to You" (cantata dai nipotini di Tracy) per lo specialista di missione Tracy Caldwell. WAV Archiviato il 28 settembre 2007 in Internet Archive. MP3 Archiviato il 28 settembre 2007 in Internet Archive.
- Giorno 8: "Good Morning World" dedicata a Barbara Morgan, scritta ed eseguita dal suo figlio Adam. WAV Archiviato il 28 settembre 2007 in Internet Archive. MP3 Archiviato il 28 settembre 2007 in Internet Archive.
- Giorno 9: "Times Like These" dei Foo Fighters per Rick Mastracchio. WAV Archiviato il 28 settembre 2007 in Internet Archive. MP3 Archiviato il 25 ottobre 2007 in Internet Archive.
- Giorno 10: "Black Horse and the Cherry Tree" di KT Tunstall per Tracy Caldwell. WAV[collegamento interrotto] MP3 Archiviato il 28 settembre 2007 in Internet Archive.
- Giorno 11: "Learn to Fly" dei Foo Fighters: per Al Drew. WAV Archiviato il 28 settembre 2007 in Internet Archive. MP3 Archiviato il 28 settembre 2007 in Internet Archive.
- Giorno 12: "Teacher, Teacher" dei 38 Special per Barbara Morgan. WAV Archiviato il 28 settembre 2007 in Internet Archive.MP3 Archiviato il 28 settembre 2007 in Internet Archive.
- Giorno 13: "Flying" di Long John Baldry per Dave Williams. WAV Archiviato il 28 settembre 2007 in Internet Archive.MP3 Archiviato il 28 settembre 2007 in Internet Archive.
- Giorno 14: "Homeward Bound" di Simon and Garfunkel, dedicata a tutto l'equipaggio. WAV Archiviato il 28 settembre 2007 in Internet Archive.MP3 Archiviato il 28 settembre 2007 in Internet Archive.

## Missione di riserva

### STS-322
STS-322 è la sigla assegnata agli Equipaggi di Supporto (Contingency Shuttle Crew Support) pronti al lancio in caso di guasti alla missione STS-118. La missione di soccorso sarebbe stata analoga alla missione STS-120 modificata. Se fosse stato necessario sarebbe stata lanciata non prima del 22 settembre 2007. L'equipaggio era costituito da un gruppo di quattro riserve dell'equipaggio della missione STS-120.